# Железная Гора (Псковская область)
Железная Гора — деревня в Порховском районе Псковской области России. Входит в состав сельского поселения «Верхнемостская волость».
Расположена в 64 км к юго-западу от города Порхова и в 1 км к северу от волостного центра Верхний Мост.
Численность населения деревни на конец 2000 года составляла 13 человек.